# Ida Hahn-Hahn
Ida Marie Louise Sophie Frederike Gustave  Hahn-Hahn, född von Hahn 22 juni 1805 i Tressow, död 12 januari 1880 i Mainz, var en tysk grevinna och författarinna. Hon var sondotter till astronomen Friedrich von Hahn och åren 1826-29 gift med sin kusin, hästfostraren Friedrich von Hahn.
Hahn-Hahn debuterade med ett häfte Gedichte 1835 men övergick snart till prosaberättelser med liberal tendens, Aus der Gesellschaft (12 band, 1838-46). Stort uppseende väckte hennes övergång till katolicismen 1850, varmed hennes egentliga skönlitterära period avslutades. Hennes katolska skrifter utkom såsom Gesammelte Werke (45 band, 1902-05).